# Здітове (Жабинківський район)
Здітове (Здітово, Здітів, біл. Здзітава) — колишнє село в Білорусі, у Жабинківському районі Берестейської області. Органом місцевого самоврядування була Жабинківська сільська рада. У 2017 році включене до складу міста Жабинки.

## Географія
Розташоване в околиці Жабинки.

## Історія
Вперше згадується в XV столітті. У 1926 році мешканці села зверталися до польської влади з проханням відкрити українську школу.
22 вересня 2017 року Берестейська обласна рада ухвалила рішення про включення села до складу Жабинки.

## Населення
За переписом населення Білорусі 2009 року чисельність населення села становило 247 осіб.

## Культура
Пам'яткою архітектури села є Микитинська церква.